# Hexatoma platysoma
Hexatoma platysoma är en tvåvingeart som först beskrevs av Alexander 1930.  Hexatoma platysoma ingår i släktet Hexatoma och familjen småharkrankar. Inga underarter finns listade i Catalogue of Life.